# Stefano Malinverni
Stefano Malinverni   (Cinisello Balsamo, 14 de maig de 1959 - Milà, 19 de juny de 2024) fou un atleta italià, especialista en els 400 metres, que va competir durant les dècades de 1970 i 1980.
El 1980 va prendre part en els Jocs Olímpics d'Estiu de Moscou, on va disputar dues proves del programa d'atletisme. En els 4×400 metres, formant equip amb Mauro Zuliani, Roberto Tozzi i Pietro Mennea, va guanyar la medalla de bronze, mentre en els 400 metres quedà eliminat en sèries.
En el seu palmarès també destaquen dues medalles en els 400 metres al Campionat d'Europa d'atletisme en pista coberta, de plata el 1979 i de bronze el 1981. El 1979 guanyà una medalla de bronze a les Universíades i als Jocs del Mediterrani, ambdues en els 4x400 metres. El 1981 guanyà la medalla d'or a la Copa d'Europa d'atletisme.
A nivell nacional es proclamà campió dels 400 metres el 1979, 1980 i 1981 i dels 400 metres en pista coberta el 1979 i 1980.

## Millors marques
- 200 metres. 21.77" (1977)[3]
- 400 metres. 46.09" (1981)[2]